# Iris magnifica
Iris magnifica — багаторічна рослина роду півники родини півникових. Висока трава з ременеподібними листками і великими біло-жовто-блакитним квітами, габітусом схожа на молоду кукурудзу. Поширена у Центральній Азії. Зростає у середньогір'ях на відкритих місцинах. Рідкісний вид, занесений до Червоної книги Узбекистану. Популярна декоративна культура.

## Етимологія
Родова назва цього таксона походить від імені богині давньогрецької міфології Іриди, чиї ім'я в оригіналі звучить як дав.-гр. Ίρις — Ірис. Богиня уособлювала собою веселку, а рослини отримали цю назву за різноманітне забарвлення квітів. Слід зазначити, що в минулому цей вид відносили до роду Juno, названого на честь верховної давньоримської богині Юнони — уособлення жіночості та родючості. Видовий епітет magnifica в перекладі означає «велична». Рослина названа так за відносно великий розмір, вишукану форму квітів і рясне цвітіння. Номенклатурної української назви цей вид не має, в садівничій літературі може фігурувати під назвами юно́на ве́лична, пі́вники ве́личні.

## Опис

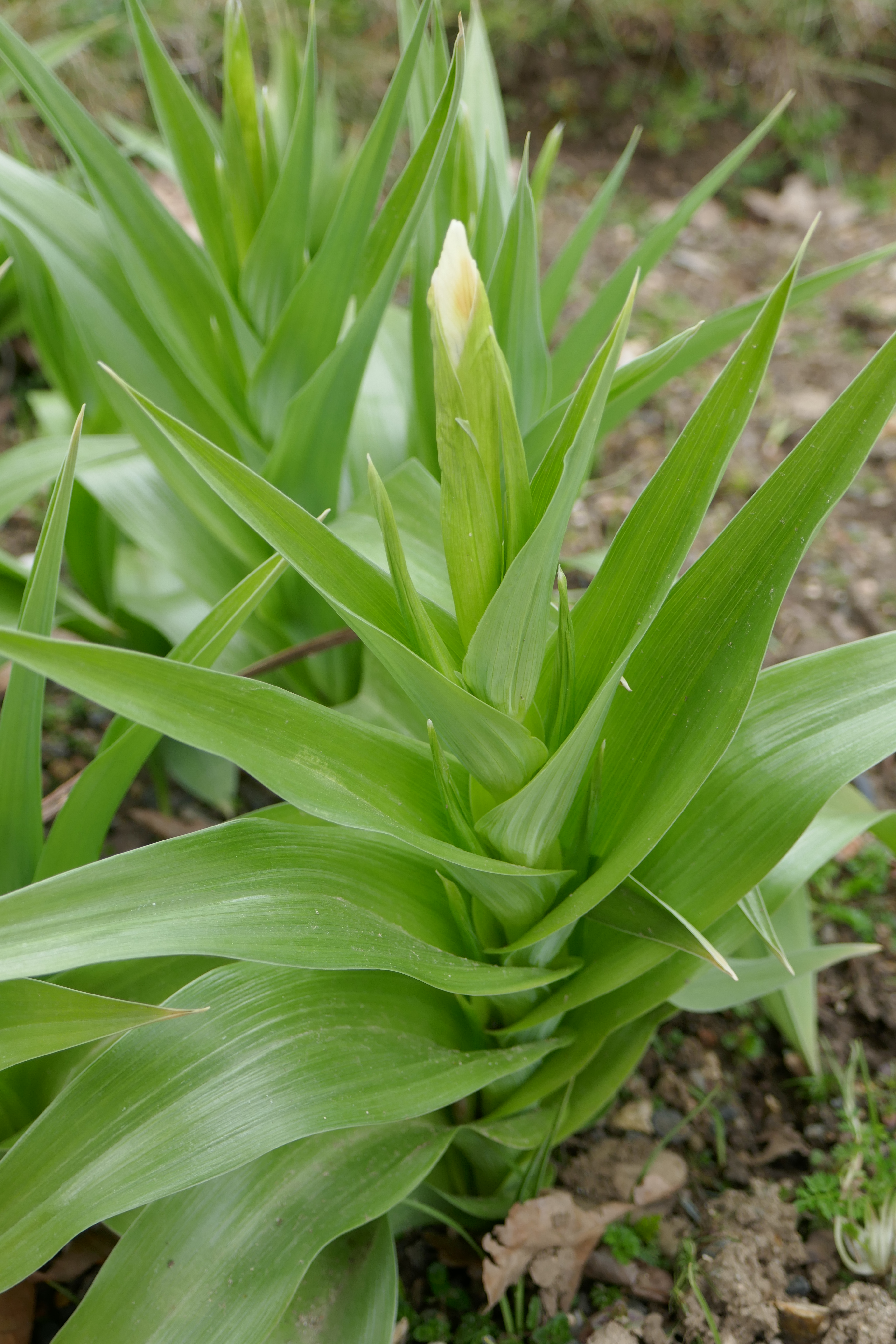
Розташування листя на молодому пагоні. На верхівці видно перший пуп'янок.

Багаторічна трав'яниста рослина 30—60 см заввишки, полікарпик. На відміну від більшості півників підземні органи у цього виду представлені не кореневищем, а цибулиною. Цибулина Iris magnifica відносно невелика, вкрита тонкими коричневими лусками, натомість світло-бурі, веретеноподібні корені дуже товсті (кожен майже дорівнює товщині цибулини). Стебла одиночні або нечисельні, прості, товсті, соковиті, голі. Листки завширшки 3—5 см, численні, чергові, супротивні, сидячі, стеблеосяжні, нижні дугоподібно зігнуті донизу, верхні стирчать косо вгору. Листкові пластинки прості, ременеподібної або мечеподібної форми, цілокраї, гострі, голі та блискучі, зазвичай світло-зеленого кольору.
Квітки завширшки до 7,5 см, одиночні або парні, правильні, на коротких квітконосах, що виходять з пазух верхніх листків. На одній рослині зазвичай розвивається від 3 до 7 квіток. Оцвітина проста, шестичленна, типової для півників форми: три пелюстки зовнішнього кола спрямовані горизонтально, а їхні кінці звисають донизу, три внутрішніх пелюстки стирчать прямо вгору. Верхні пелюстки ніжно-бузкові або небесно-блакитні, нижні світліші, майже білі, з жовтою плямою в центрі, зрідка можуть мати фіолетові риски при основі. Маточка трилопатева з широкими плоскими лопатями, зрослими із нижньою частиною пелюсток. Нігтики завширшки 2—2,5 см.
Плід — коробочка. Насіння кутасте, темно-буре, завбільшки 5—7 мм.
Число хромосом 2n = 66.
Цвітіння Iris magnifica

## Поширення
Ареал охоплює гірські області Центральної Азії, перш за все, південні райони Узбекистану, де ця рослина особлива чисельна на теренах Самаркандської області в Зарафшанських горах. Крім того, Iris magnifica знайдений на Памірі. В природі він віддає перевагу відкритим скелястим схилам низькогірь і середньогірь з рослинними угрупованнями злакового або ефемероїдного типу. Як правило, ця рослина зростає серед низького травостою, однак на добре освітлених схилах може оселятися в ущелинах серед каміння.

## Екологія
Iris magnifica — світлолюбна, помірно морозостійка рослина. Як і більшість представників сухих субтропіків, доволі посухостійка, однак при помірному поливі з добрим дренажем розвивається краще. Влітку надземна частина відмира і найбільш несприятливий період рослина переживає у стані спокою (ефемероїд). В природі віддає перевагу вапняковим субстратам, в культурі добре розвивається на нейтральних і лужних ґрунтах. Загалом дуже невибагливий вид, в штучних насадженнях дає самосів.
Розмножується Iris magnifica у природі переважно насінням, у культурі можливе вегетативне розмноження дочірніми цибулинами. Цвітіння відбувається в березні — квітні, в культурі у північніших регіонах може цвісти у травні — на початку червня. Слід зазначити, що рослини починають квітнути ще до повного розвою, коли їхня висота не перевершує 35—45 см. Насіння для проростання потребує стратифікації, у культурі також дієва скарифікація, яка покращує схожість. В культурі насіння сіють восени, але проростає воно нерівномірно, більшість насінин сходить весною наступного року. Від проростання до досягнення повного розміру проходить 2—5 років, в цей час рослини не пересаджують. Найкраща пора для висадки цибулин — серпень — вересень. Висаджують їх на глибину 5—10 см. Перше цвітіння у рослин спостерігають на 4—5-й рік життя.
Комахи не ушкоджують представників цього виду, однак його цибулинами живляться ховрахи, а листя полюбляють їсти олені.

## Значення і статус виду
Завдяки великим і водночас ніжним квітам цей вид понад століття тому привернув увагу садівників ще до того, як потрапив у фокус уваги науковців. У культурі Iris magnifica відомий щонайменше з 1880-х років. Подібно до інших півників він придатний для створення квітучих груп на газонах, висадки у високих бордюрах. Також гарно виглядає в альпінаріях на тлі каміння, хоча через значну висоту потребує ретельного підбору відповідних квітів-супутників. В межах цього виду найбільш відомий сорт 'Agalik', що вирізняється значною висотою (40—60 см) і більш насиченим бузковим відтінком квітів. Сорт походить від особин, відібраних 1977 року в природному середовищі на схилах Зарафшанського хребта в урочищі Агалик. Інший популярний сорт — 'Alba' — завдячує своїй назві біло-жовтим квітам без бузкового відтінку. До менш знаних сортів слід віднести 'Bulbs d'Opal', 'Magnifica alba'. За високі декоративні якості 1994 року Iris magnifica відзначений премією Королівського садівницького товариства «Садові заслуги».
В природі Iris magnifica уразливий через специфіку зростання: він тяжіє до кам'янистих ділянок, але, водночас, не переносить надмірного ущільнення ґрунту, а тому чутливий до витоптування худобою, рекреаційних навантажень тощо. Задля збереження диких популяцій вид включений до Червоної книги Узбекистану (2016).

## Таксономія
Від справжніх півників Iris magnifica вирізняється рядом морфологічних особливостей: добре розвиненим стеблом, черговими листками, не зібраними в розетку, запасаючими органами у вигляді цибулини, а не кореневища. На цій підставі його, а також ряд схожих видів спочатку виділяли в окремий рід Juno. В садівництві такі рослини називали юнонами, причому Iris magnifica був найбільшим серед них за розміром. Згідно із сучасною класифікацією всі ці види відносять до підроду Scorpiris роду півників. Тим не менш, в садівничій і науково-популярній літературі Iris magnifica іноді згадують під неофіційною назвою як «юнону величну».
Крім того, деякі систематики не визнають самостійного видового статусу Iris magnifica, розглядаючи його як підвид Iris caucasica. Таким чином наукова синонімія цього таксону включає три назви:
- Iris caucasica var. major Maxim.
- Juno magnifica (Vved.) Vved.[1]
- Iris caucasica var. major F.O.Khass. & Rakhimova[2]